# Rijgsteek

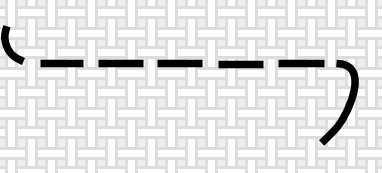
Een rijgsteek door canvas

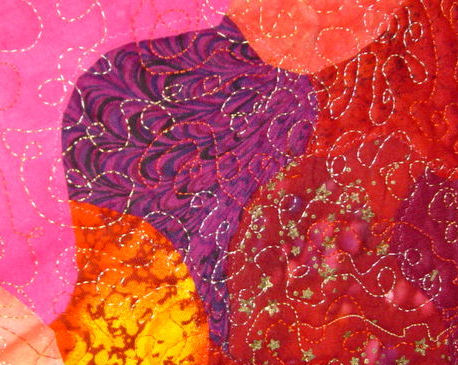
Close up van decoratieve rijgsteken in wit

De rijgstreek is de eenvoudigste borduursteek, maar wordt ook voor naaiwerk gebruikt. De naald wordt op en neer gestoken door de stof, waardoor een lijnvormig element ontstaat met onderbrekingen. Een rechtshandig persoon naait deze steek van rechts naar links. Bij gebruik van een lange naald, kunnen meerdere rijgsteken tegelijk gemaakt worden, zodat snel gewerkt wordt. De stof wordt daarbij geplooid. Na het doortrekken van de draad komt de stof weer recht te liggen.

## Toepassingen

### Borduursteek
Rijgsteken hebben aan de goede zijde van de stof de vorm van onderbroken lijnen. Rijgsteken zijn vanwege hun eenvoud een component van diverse traditionele borduurstijlen, zoals kantha uit India en Bangladesh en het Japanse sashiko. Voor een mooi resultaat worden de rijgsteken regelmatig van grootte gemaakt. De rijsteek toont onderbrekingen, maar door slechts weinig draden op te nemen, kan de steek gebruikt worden als een bijna ononderbroken lijn.

#### Variant
Een variant van de rijgsteek is de omslingerde rijgsteek. De eerder geborduurde rijgsteken worden dan met een nieuwe draad omslingerd. Zo ontstaat een dikkere en duidelijkere lijn op het borduurwerk.

### Naaisteek
De rijgsteek is niet erg degelijk bij naaiwerk. Daarom wordt deze steek met name gebruikt voor tijdelijke markeringen of tijdelijke naden. De rijgsteek kan echter ook gebruikt worden voor naden waar geen spanning op komt te staan. Breekt de draad bij gebruik van het kledingstuk doordat er spanning op de naad komt te staan, dan zal de hele naad gemakkelijk losgaan. Bij borduurwerk zal de lijn dan steeds verder losraken. Dit is tegelijk ook een voordeel: de rijgdraad kan makkelijk verwijderd worden. Voor definitieve naden verdient daarom de stiksteek de voorkeur.

### Tijdelijke steek
Voor lastige onderdelen van kleding, zoals bij het aanzetten van een rits, is het nuttig om de rijgstreek toe te passen. Het naaiwerk kan dan eerst gedaan worden met rijgsteken. Het alternatief is om de onderdelen aan elkaar te spelden. Het eerst rijgen heeft voordelen bij het passen, en het is ook makkelijker bij het definitieve stikwerk, omdat dan de spelden niet verwijderd hoeven te worden. Ook kan de stof als die in elkaar geregen is, makkelijker worden gestreken of geplooid tijdens het naaiwerk.

## Materiaal
Als de rijgsteek bedoeld is voor decoratie kan elke soort borduur garen gebruikt worden. Erg dunne garens liggen niet voor de hand, want dan is de steek slecht zichtbaar. Als de rijgsteek bedoeld is voor een tijdelijke doel, wordt speciaal rijggaren gebruikt, een garen dat vrij dik is, maar toch heel makkelijk breekt, zodat het met de hand kapot te trekken is.

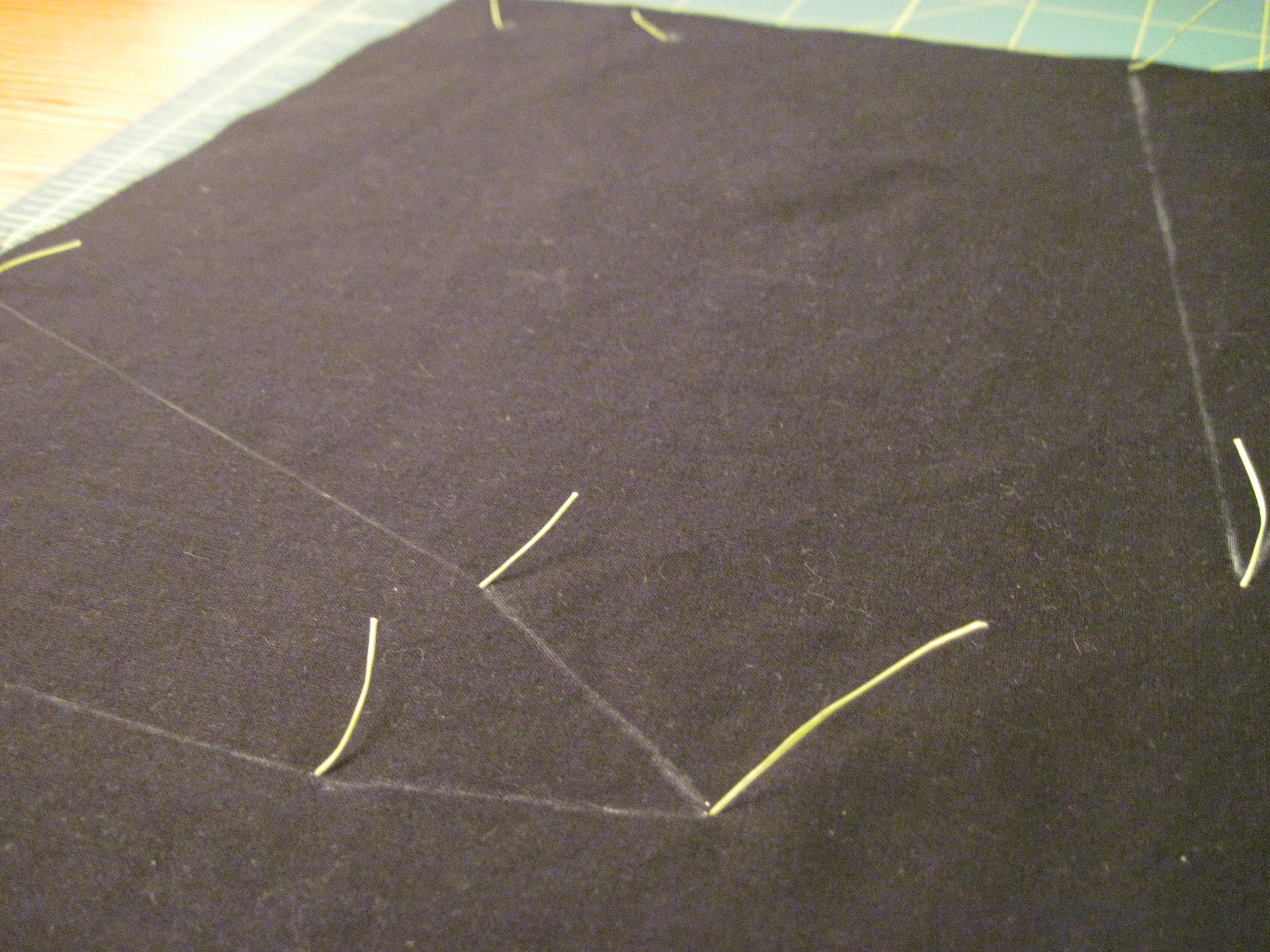
Krijtlijnen en grote rijgsteken ter markering.

## Kleding maken
Omdat deze steek snel te maken is, wordt een grove rijgsteek veel gebruikt om delen van een kledingstuk tijdelijk aan elkaar te rijgen. Na het passen van het kledingstuk kunnen de verkeerde naden snel uit elkaar gehaald worden. Zitten de naden op de juiste plaats, dan worden de geregen naden definitief aan elkaar gestikt. Daarna wordt de rijgdraad meestal verwijderd. Een dergelijke grove rijgsteek wordt in het Engels wel tailors' tack genoemd ("kleermakerssteek"). De grove rijgsteek wordt ook gebruikt om twee stukken stof aan elkaar vast te zetten en gelijke patroondelen tegelijk te knippen.
De gewone rijgsteek wordt bij het markeren van een enkele laag stof gebruikt. Als alternatief kan kleermakerskrijt worden gebruikt. Het krijt is echter slechts aan één kant van de stof te zien.

## Doorslaan
Wanneer een kledingstuk symmetrisch wordt genaaid, hetgeen vaak het geval is bij mouwen, achterlijfje etc., gebruikt men bij het overnemen van het patroon op de dubbele stof een rijgsteek met losse lussen, de doorslagsteek. Dit wordt ook wel doorslaan genoemd. Hierbij wordt veelal een dubbele draad doorslaggaren gebruikt. Op deze manier worden het linkerpand en het rechterpand van een kledingstuk tegelijk gemarkeerd en komen de naden op exact dezelfde plek. Bij het doorslaan ligt de stof met de goede kant op elkaar. Om de delen los te maken, steekt de naaister de ene hand tussen de twee delen en knipt met de andere hand meteen de verbindingsdraden door. Deze manier van werken is ook te gebruiken wanneer twee stukken textiel samen gemarkeerd moeten worden.